# Descamación húmeda
La descamación húmeda es la descripción de un patrón clínico visto como consecuencia de la exposición a la radiación donde la piel se adelgaza y luego comienza a expeler fluidos debido a la pérdida de integridad de la barrera epitelial y la disminución de la presión oncótica. Por lo general, esto ocurre en dosis de 15 a 20 gray, mucho más alto que cualquier escáner de diagnóstico pero más cercano a los niveles observados en la radioterapia o el despliegue de armamento nuclear. Históricamente, este fue un fenómeno común en Hiroshima y Nagasaki durante la Segunda Guerra Mundial con los ataques con bombas atómicas de los Estados Unidos.
El fenómeno fue descrito por John Hersey en su libro Hiroshima. 

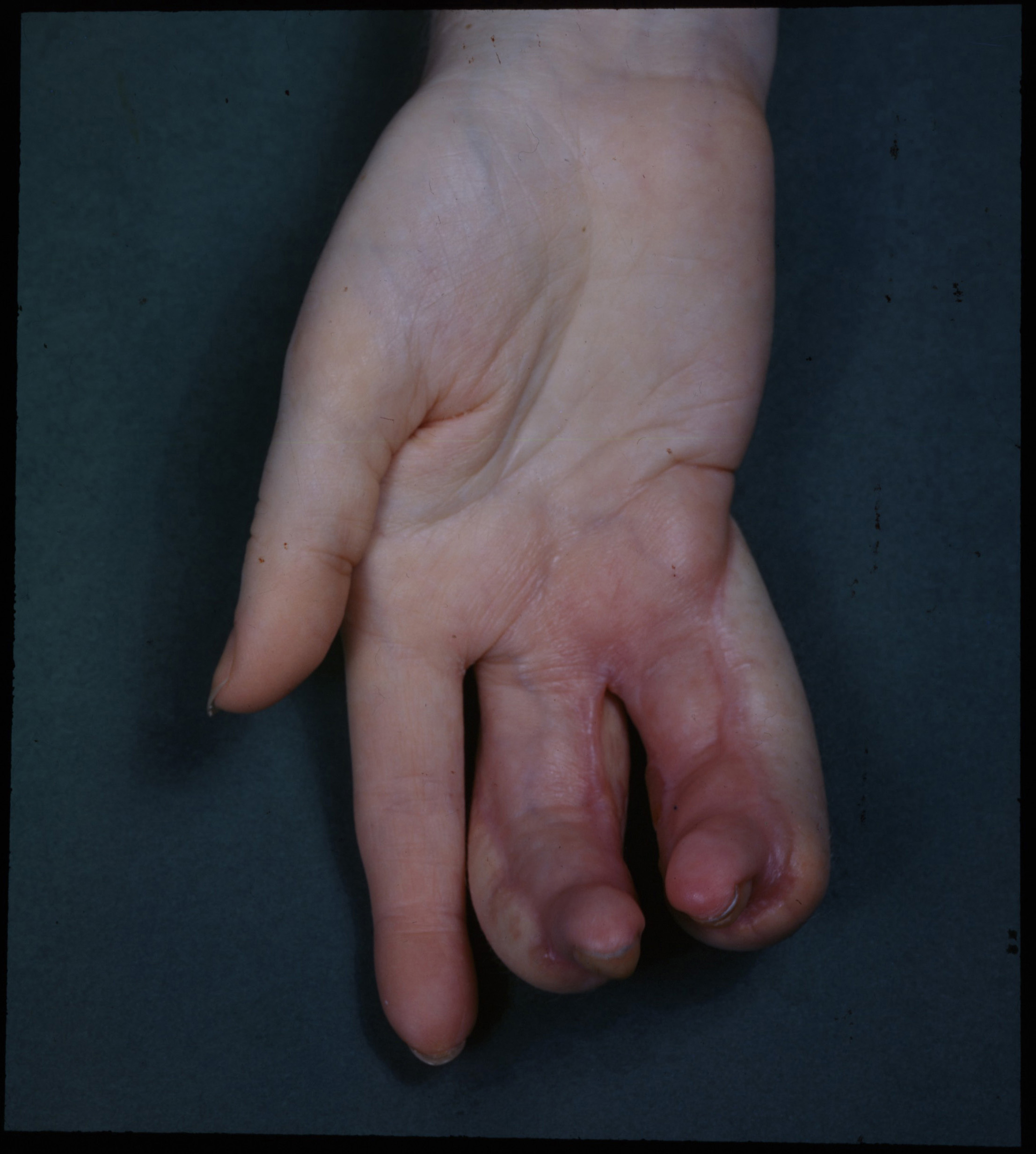
Quemadura por radiación. Acumulación de líquido entre las capas epidermis y dermis.

## Características clínicas
El desprendimiento de la epidermis y la exposición de la capa dérmica caracterizan clínicamente la descamación húmeda. Las lesiones de la piel, son dolorosas en esta etapa.

La descamación húmeda se puede ver en los tratamientos y accidentes radiantes médicos, y en los contextos de guerra nuclear, en los que generalmente se considera como condición fatal.

## Tratamiento
El tratamiento de estas heridas se ha visto influenciado por el principio de invierno (las heridas cicatrizan más rápido en un ambiente húmedo). Los apósitos hidrocoloides aplicados directamente a estas heridas evitan la evaporación de la humedad de la dermis expuesta y crean un ambiente húmedo similar al fisiológico en el sitio de la herida, que promueve la migración celular.